# روش اکرا–بازی
در علوم رایانه اکرا-بازی روشی است برای بررسی پیچیدگی محاسباتی یک رابطه ی بازگشتی که در طراحی الگوریتم ظاهر می‌شود که تعمیمی است بر قضیه اصلی واکاوی الگوریتم‌ها. 

## فرمول
این روش به رابطه ی زیر اعمال می شود: 
{\displaystyle T(x)=g(x)+\sum _{i=1}^{k}a_{i}T(b_{i}x+h_{i}(x))\qquad {\text{for }}x\geq x_{0}.}
که در آن:
- شرایط اولیه لازم قید شده است.
- {\displaystyle a_{i}} و  {\displaystyle b_{i}} به ازای تمام مقادیر i ثابت هستند.
- {\displaystyle a_{i}>0} و {\displaystyle 0<b_{i}<1} به ازای تمام مقادیر i
- {\displaystyle \left|g(x)\right|\in O(x^{c})} که در آن c ثابت است.
- {\displaystyle \left|h_{i}(x)\right|\in O\left({\frac {x}{(\log x)^{2}}}\right)} به ازای تمام مقادیر i
- {\displaystyle x_{0}} یک ثابت است.

رفتار حدی T(x) به صورت زیر و به ازای مقداری از p که {\displaystyle \sum _{i=1}^{k}a_{i}b_{i}^{p}=1} بدست می آید: 
{\displaystyle T(x)\in \Theta \left(x^{p}\left(1+\int _{1}^{x}{\frac {g(u)}{u^{p+1}}}du\right)\right)}